# 今帰仁テレビ・FM中継局
今帰仁テレビ・FM中継局（なきじんテレビ・エフエムちゅうけいきょく）は、沖縄県国頭郡今帰仁村字謝名と本部町字伊豆味にまたがる乙羽岳にあるテレビジョン放送とFMラジオ放送の中継局である。
沖縄本島北部一円をカバーしており、テレビはアナログ放送の頃からすべてUHFチャンネルで放送している。また沖縄本島北部の基幹局としての役割もあり、名護市以北のテレビ中継局（一部）や地理的関係で直接電波の届かない東海岸地域（名護市久志地域の一部、東村、国頭村東部）の共同受信施設にも電波を送信している。また奄美群島の一部地域（沖永良部島の知名町など）でも受信可能のようで、奄美地方で発刊されている南海日日新聞・奄美新聞のテレビ欄では、沖縄の放送局の番組を当中継局の物理チャンネル表示とともに掲載している。
当中継局近くの名護市呉我（羽地地域）にある呉我（ごが）テレビ中継局、同市屋我地島の運天原にある運天原（うんてんばる）テレビ中継局についてもあわせて詳述する。
なお、AMラジオは隣接する名護市に名護ラジオ中継局として、NHK沖縄放送局は屋我地島に、民放は多野岳にそれぞれ設置しており、当中継局からも見える位置にある（NHKは第1のみ、民放はFMによる中継局）。

## 概要
1969年にNHK沖縄放送局の前身である沖縄放送協会（OHK）が那覇本局から遠く、地理的に受信が難しい沖縄本島北部地域をカバーするために中継局を設置。最初はNHKのみだったが、1980年代になってようやく民放も設置するようになった。またテレビだけでなく、1974年にはNHK、1984年にはFM沖縄とFMラジオ放送の中継局も設置された。2006年に沖縄県内でも開始された地上デジタル放送については2007年12月1日に中継局を設置。
今帰仁村字謝名にメイン鉄塔、本部町字伊豆味にサブ鉄塔がそれぞれ立っているが、距離が近いため遠くからでは隣り合わせに並んでいるように見える。
沖縄本島北部地域（名護市以北）の基幹局であるため、近くの呉我テレビ中継局や運天原中継局（いずれも名護市）をはじめ、東江テレビ中継局（名護市）、辺土名テレビ中継局（国頭村）、伊是名島の伊是名テレビ中継局（伊是名東・伊是名西）は当中継局から電波が送られている。

## 鉄塔

### メイン鉄塔
- 所在地：今帰仁村字謝名
- 所有者：NHK沖縄放送局
- 使用放送局
  - NHK沖縄放送局（総合・教育・FM）
  - 沖縄テレビ放送（OTV）

（QAB開局直後までFM沖縄もこのメイン鉄塔から送信していた）

（アナログ放送だった時は琉球放送もこのメイン鉄塔から送信していた）

### サブ鉄塔
- 所在地：本部町字伊豆味
- 所有者：琉球放送
- 使用放送局
  - 琉球放送（RBC・テレビ）
  - FM沖縄
  - 琉球朝日放送（QAB）

## 沿革
- 1969年12月1日 - 沖縄放送協会（OHK、現在のNHK沖縄放送局）が沖縄初のUHFテレビ中継局として設置（38ch）[5]
- 1972年5月15日 - 沖縄の本土復帰と同時にOHKがNHK沖縄放送局となり、チャンネルはそのままNHK総合のチャンネルとなる。また同時にNHK教育の開始に伴い、教育の中継局も設置される（40ch）[5]
- 1974年3月24日 - NHK-FM放送の放送開始に伴い、中継局を親局・久米島中継局と同時に設置（84.8MHz）
- 1981年3月31日 - 琉球放送（RBC）・沖縄テレビ放送（OTV）がテレビ中継局を設置（RBC34ch、OTV32ch）[6][7]
- 1984年9月1日 - FM沖縄が開局と同時に中継局設置（83.7MHz）
- 1995年
  - 10月1日 - 琉球朝日放送（QAB）が開局と同時に設置（42ch）[4]
  - 11月20日 - FM沖縄の送信場所をメイン鉄塔からサブ鉄塔へ移転[4]。
- 1999年 - 沖縄地上デジタル放送研究開発支援センターが放送実験用として中継局設置（ - 2004年）
- 2007年12月1日 - 地上デジタルテレビジョン放送の中継局設置
- 2011年7月24日 - 地上アナログテレビジョン放送の中継局廃止
- 2014年10月27日 - 気候変動による徳之島中継局からのラジオダクト混信による難視聴発生のため、デジタルテレビ放送のチャンネルをアナログテレビ放送時代と同じ、新チャンネルに変更（旧チャンネルは2015年2月5日に停波）

## 主な放送エリア
- 沖縄本島北部の大半及び周辺離島（伊平屋島・伊是名島・伊江島）のほか、鹿児島県沖永良部島・与論島でも受信可能（この場合、地上デジタル放送は各局の3桁チャンネル番号に枝番が付く）。
- 北部東海岸（名護市久志地域の一部・東村・国頭村東部）や国頭村辺土名から先の西海岸[要検証 – ノート]では共同受信施設経由での受信となる。
- 出力が高いため、本島中南部でも受信できるところがある。うるま市勝連平敷屋、南城市知念知名の一部・知念吉富では当中継局を受信しており、前述のラジオダクト混信による難視聴が発生していた[8]。

## 今帰仁中継局

### 地上デジタルテレビ放送送信設備
| ID | 放送局名           | 物理 チャンネル | 空中線 電力 | ERP  | 放送対象地域 | 放送区域 内世帯数 | 偏波面   | 運用開始日     |
| -- | ------------------ | --------------- | ----------- | ---- | ------------ | ----------------- | -------- | -------------- |
| 1  | NHK 沖縄総合       | 17→38           | 30W         | 220W | 沖縄県       | 28,495世帯        | 水平偏波 | 2007年 12月1日 |
| 2  | NHK 沖縄教育       | 13→40           | 30W         | 220W | 全国         | 28,495世帯        | 水平偏波 | 2007年 12月1日 |
| 3  | RBC 琉球放送       | 14→34           | 30W         | 290W | 沖縄県       | 28,495世帯        | 水平偏波 | 2007年 12月1日 |
| 5  | QAB 琉球朝日放送   | 16→42           | 30W         | 290W | 沖縄県       | 28,495世帯        | 水平偏波 | 2007年 12月1日 |
| 8  | OTV 沖縄テレビ放送 | 15→32           | 30W         | 220W | 沖縄県       | 28,495世帯        | 水平偏波 | 2007年 12月1日 |

- 2007年10月31日に予備免許が交付、11月中に試験放送が実施され、11月30日に本免許が交付され、12月1日から本放送開始。
- NHK・OTVは今帰仁村側のメイン鉄塔、RBC・QABは本部町側のサブ鉄塔からそれぞれ送信。
- 2014年10月27日より、気候変動による徳之島中継局からのラジオダクト混信による難視聴発生が懸念されているため、物理チャンネルをかつての全局アナログテレビ時代のチャンネルに変更。変更前は親局と同じだった。

### 地上アナログテレビ放送送信設備
| チャンネル | 放送局名           | 空中線 電力       | ERP                 | 放送対象地域 | 放送区域 内世帯数 | 開局日         |
| ---------- | ------------------ | ----------------- | ------------------- | ------------ | ----------------- | -------------- |
| 32         | OTV 沖縄テレビ放送 | 映像300W /音声75W | 映像2.3kW /音声570W | 沖縄県       | 21,884世帯        | 1981年 3月31日 |
| 34         | RBC 琉球放送       | 映像300W /音声75W | 映像2.3kW /音声570W | 沖縄県       | 21,884世帯        | 1981年 3月31日 |
| 38         | NHK 沖縄総合       | 映像300W /音声75W | 映像2.4kW /音声610W | 沖縄県       | 21,884世帯        | 1969年 12月1日 |
| 40         | NHK 沖縄教育       | 映像300W /音声75W | 映像2.4kW /音声600W | 全国         | 21,884世帯        | 1972年 5月15日 |
| 42         | QAB 琉球朝日放送   | 映像300W /音声75W | 映像2.9kW /音声730W | 沖縄県       | 21,884世帯        | 1995年 10月1日 |

- 2011年7月24日のアナログ放送終了に伴い、廃局。
- NHK・RBC・OTVは今帰仁村側のメイン鉄塔、QABは本部町側のサブ鉄塔から送信していた（いずれも今帰仁中継局としている）。

## FMラジオ放送送信設備
| 周波数 （MHz） | 放送局名     | 空中線 電力 | ERP  | 放送対象地域 | 放送区域 内世帯数 | 開局日 |
| -------------- | ------------ | ----------- | ---- | ------------ | ----------------- | ------ |
| 83.7           | エフエム沖縄 | 100W        | 340W | 沖縄県       | 不明              | 1984年 |
| 84.8           | NHK 沖縄FM   | 100W        | 340W | 沖縄県       | 不明              | 1974年 |

- NHKは今帰仁村側のメイン鉄塔、FM沖縄は本部町側のサブ鉄塔から送信している（いずれも今帰仁中継局としているが、FM沖縄は一部本部中継局と記載しているのもある）。

## 呉我テレビ中継局
地形的にテレビの受信状態がよくない名護市呉我地区をカバーするため、2000年に沖縄米軍基地所在市町村に関する懇談会（島田懇談会）による関連事業（北部地域難視聴解消事業）の一環として同市字呉我（公民館裏山）に設置された。2010年12月24日に地上デジタル放送が開始された。放送エリアは名護市呉我とその周辺。今帰仁中継局経由の中継局であるため、エリア内でも同中継局から直接受信するところも少なくない。

### 地上デジタルテレビ放送
| ID | 放送局名           | 物理 チャンネル | 空中線 電力 | ERP  | 放送対象地域 | 放送区域 内世帯数 | 開局日          | 偏波面   |
| -- | ------------------ | --------------- | ----------- | ---- | ------------ | ----------------- | --------------- | -------- |
| 1  | NHK 沖縄総合       | 45              | 10mW        | 66mW | 沖縄県       | 約330世帯         | 2010年 12月24日 | 水平偏波 |
| 2  | NHK 沖縄教育       | 36              | 10mW        | 68mW | 全国         | 約330世帯         | 2010年 12月24日 | 水平偏波 |
| 3  | RBC 琉球放送       | 47              | 10mW        | 88mW | 沖縄県       | 約330世帯         | 2010年 12月24日 | 水平偏波 |
| 5  | QAB 琉球朝日放送   | 51              | 10mW        | 88mW | 沖縄県       | 約330世帯         | 2010年 12月24日 | 水平偏波 |
| 8  | OTV 沖縄テレビ放送 | 49              | 10mW        | 88mW | 沖縄県       | 約330世帯         | 2010年 12月24日 | 水平偏波 |

- 2010年11月5日に予備免許交付、12月21日に本免許交付。
- 放送エリアは、名護市呉我地区と仲尾地区の各一部。この中継局の開局により、2011年7月22日に開局した大東諸島地区を除いて沖縄県内でのデジタル中継局の整備が完了した。
- 呉我･数久田の両デジタル中継局に予備免許交付 - 総務省沖縄総合事務所ホームページ

### 地上アナログテレビ放送
| チャンネル | 放送局名           | 空中線 電力         | ERP               | 放送対象地域 | 放送区域 内世帯数 | 偏波面   |
| ---------- | ------------------ | ------------------- | ----------------- | ------------ | ----------------- | -------- |
| 53         | NHK 沖縄総合       | 映像100mW /音声25mW | 映像1W /音声250mW | 沖縄県       | 約300世帯         | 水平偏波 |
| 55         | NHK 沖縄教育       | 映像100mW /音声25mW | 映像1W /音声250mW | 全国         | 約300世帯         | 水平偏波 |
| 57         | RBC 琉球放送       | 映像100mW /音声25mW | 映像1W /音声250mW | 沖縄県       | 約300世帯         | 水平偏波 |
| 59         | OTV 沖縄テレビ放送 | 映像100mW /音声25mW | 映像1W /音声250mW | 沖縄県       | 約300世帯         | 水平偏波 |
| 61         | QAB 琉球朝日放送   | 映像100mW /音声25mW | 映像1W /音声250mW | 沖縄県       | 約300世帯         | 水平偏波 |

- 2000年2月9日に予備免許交付、3月27日に本免許交付、同日から本放送開始で、2011年7月24日を以って廃局。

## 運天原テレビ中継局
地形的にテレビの受信状態がよくない名護市屋我地島北西部・運天原地区の一部をカバーするため、呉我テレビ中継局とおなじく2000年に沖縄米軍基地所在市町村に関する懇談会（島田懇談会）による関連事業（北部地域難視聴解消事業）の一環として同市字運天原（公民館近く）に設置された。2010年9月30日に地上デジタル放送が開始された。放送エリアは名護市運天原の一部。呉我テレビ中継局と同じく今帰仁中継局経由の中継局であるため、エリア内でも同中継局から直接受信するところも少なくない。
近くの済井出にはNHKの名護ラジオ中継局（沖縄第1のみ）がある。

### 地上デジタルテレビ放送
| ID | 放送局名           | 物理 チャンネル | 空中線 電力 | ERP  | 放送対象地域 | 放送区域 内世帯数 | 開局日         | 偏波面   |
| -- | ------------------ | --------------- | ----------- | ---- | ------------ | ----------------- | -------------- | -------- |
| 1  | NHK 沖縄総合       | 45              | 10mW        | 46mW | 沖縄県       | 105世帯           | 2010年 9月30日 | 水平偏波 |
| 2  | NHK 沖縄教育       | 44              | 10mW        | 46mW | 全国         | 105世帯           | 2010年 9月30日 | 水平偏波 |
| 3  | RBC 琉球放送       | 46              | 10mW        | 46mW | 沖縄県       | 105世帯           | 2010年 9月30日 | 水平偏波 |
| 5  | QAB 琉球朝日放送   | 51              | 10mW        | 46mW | 沖縄県       | 105世帯           | 2010年 9月30日 | 水平偏波 |
| 8  | OTV 沖縄テレビ放送 | 50              | 10mW        | 46mW | 沖縄県       | 105世帯           | 2010年 9月30日 | 水平偏波 |

- 2010年9月14日に予備免許が交付、9月中旬から試験放送開始、9月29日に本免許が交付、9月30日から本放送開始。
- 放送エリアは、名護市運天原地区と国頭郡今帰仁村運天地区の各一部地域。

### 地上アナログテレビ放送
| チャンネル | 放送局名           | 空中線 電力         | ERP                 | 放送対象地域 | 放送区域 内世帯数 | 偏波面   |
| ---------- | ------------------ | ------------------- | ------------------- | ------------ | ----------------- | -------- |
| 54         | NHK 沖縄総合       | 映像100mW /音声25mW | 映像210mW /音声53mW | 沖縄県       | 約200世帯         | 水平偏波 |
| 56         | NHK 沖縄教育       | 映像100mW /音声25mW | 映像210mW /音声53mW | 全国         | 約200世帯         | 水平偏波 |
| 58         | RBC 琉球放送       | 映像100mW /音声25mW | 映像210mW /音声53mW | 沖縄県       | 約200世帯         | 水平偏波 |
| 60         | OTV 沖縄テレビ放送 | 映像100mW /音声25mW | 映像210mW /音声53mW | 沖縄県       | 約200世帯         | 水平偏波 |
| 62         | QAB 琉球朝日放送   | 映像100mW /音声25mW | 映像210mW /音声53mW | 沖縄県       | 約200世帯         | 水平偏波 |

- 2000年2月9日に予備免許交付、3月27日に本免許交付、同日から本放送開始で、2011年7月24日を以って廃局。